# Vladislav Poliakov
Vladislav Poliakov (en kazajo: Владислав Поляков; Petropávlovsk, URSS, 30 de noviembre de 1983) es un deportista kazajo que compitió en natación, especialista en el estilo braza.
Ganó tres medallas en el Campeonato Mundial de Natación en Piscina Corta, en los años 2004 y 2006.
Participó en tres Juegos Olímpicos de Verano, entre los años 2004 y 2012, ocupando el quinto lugar en Atenas 2004, en las pruebas de 100 m braza y 200 m braza.

## Palmarés internacional
| Campeonato Mundial en Piscina Corta | Campeonato Mundial en Piscina Corta | Campeonato Mundial en Piscina Corta | Campeonato Mundial en Piscina Corta |
| Año                                 | Lugar                               | Medalla                             | Prueba                              |
| ----------------------------------- | ----------------------------------- | ----------------------------------- | ----------------------------------- |
| 2004                                | Indianápolis (Estados Unidos)       | Medalla de bronce                   | 100 m braza                         |
| 2004                                | Indianápolis (Estados Unidos)       | Medalla de bronce                   | 200 m braza                         |
| 2006                                | Shanghái (China)                    | Medalla de oro                      | 200 m braza                         |